# Гамма-липотропный гормон
γ-липотропный гормон, или γ-липотропин — один из представителей семейства липотропных гормонов.
Гамма-липотропный гормон — это гормон средней доли гипофиза, образующийся в кортикотропных клетках средней доли гипофиза при расщеплении проопиомеланокортина. Вместе с γ-липотропным гормоном образуются альфа-меланоцитстимулирующий гормон, бета-эндорфин и др.
Гамма-липотропный гормон вызывает усиление липолиза в подкожной жировой ткани и уменьшение синтеза и отложения жира.